# Intitangare
De intitangare (Heliothraupis oneilli) is een zangvogel uit de familie Thraupidae (tangaren). De vogel werd al in het jaar 2000 waargenomen, maar pas in 2021 wetenschappelijk geldig beschreven. Deze soort is endemisch in de Andes en het meest verwant met de amazonetangare en de zwartbriltangare.

## Ontdekking en beschrijving
De vogel werd ontdekt in een gebied in Peru dat regelmatig werd bezocht door ecotoeristen op zoek naar bijzondere vogelsoorten. Daniel Lane en Gary Rosenberg, twee van de latere soortauteurs, traden toen op als vogelgids. Nader onderzoek ter plaatse en in het laboratorium van mede-auteur Kevin Burns werd uitgevoerd in 2012, 2013 en 2019. Er werden vogels verzameld en er is uitgebreid DNA-onderzoek verricht. De groep van de tangaren is zeer omvangrijk en telt 392 soorten in 107 geslachten, waarvan 48 geslachten monotypisch. Verder werden geluiden opgenomen en geanalyseerd en vergeleken met die van mogelijk verwante soorten. Uit al dit onderzoek bleek dat de vogel kon worden beschreven als een soort uit een niet eerder bekend geslacht. Dit geslacht was het meest verwant met twee eveneens monotypische soorten: Eucometis penicillata en Trichothraupis melanops.

## Naamgeving
De wetenschappelijke naam Heliothraupis is ontleend aan het Griekse woord helios (ἥλιος) en betekent "zon", thraupis slaat op de hele groep tangaren. Verder is de vogel vernoemd naar de vogelkundige John O'Neill die veel heeft bijgedragen aan de studie van de vogels van Peru en eerder 14 nieuwe vogelsoorten heeft helpen beschrijven. In de Engelse en Nederlandse naam intitangare is het woord inti verwerkt dat in het Quechua ook "zon" betekent.

## Kenmerken
De vogel is 18 cm lang, waarvan de staart 7 cm. Het mannetje is overwegend geel gekleurd, met op de kruin een heldergele kleine kuif en een brede zwarte wenkbrauwstreep boven het oog. De snavel is roze en de poten zijn lichtgrijs. Het vrouwtje is doffer geel en mist de duidelijk koptekening en de kuif.

## Verspreiding en leefgebied
Deze soort is endemisch in de Andes. Het broedgebied ligt in noordwestelijk Bolivia op 1000 tot 1500 m boven zeeniveau in de Machariapovallei noordwestelijk van de gemeente Apolo in het departement La Paz. Buiten het broedseizoen verblijven de vogels op lagere hoogten (250 tot 700 m) in de Andes in Peru in bos en struikgewas met bamboe.